# 위헌법률심판제청권
위헌법률심판제청권(違憲法律審判提請權)이란 법률이 헌법에 위반되는지 여부가 재판의 전제가 된 경우에는 법원이 직권으로 또는 소송당사자의 신청에 의한 결정으로 헌법재판소에 위헌법률심판을 제청하는 것을 말한다. 이 경우 법원은 헌법재판소의 위헌법률심판 이후에 따라 재판을 진행한다. 다만 자유심증주의에 따라 법관이 피고인의 이익으로 위헌 취지의 재판을 할 수 있다. 헌법 제107조 제1항에서 '법률이 헌법에 위반되는 여부가 재판의 전제가 된 경우에는 법원은 헌법재판소에 제청하여 그 심판에 의하여 재판한다'라고 규정하고 있는 조문과 관련한 위헌법률심판제청권의 성격 여하와 관련하여 학계에서는 법원의 위헌법률심판제청권 중 법률의 합헌 결정권 내지 합헌 판단권이 포함되는가에 관해서는 법원의 입장을 옹호하는 긍정설과 "1988년 개정된 헌법이 법원의 위헌심사권을 박탈했다"는 부정설이 대립하고 있으나 민주화의 결실인 1988년 헌법이 사법부 기능을 이원화하면서 하급심 법원의 위헌심사권을 제한한 것이다. "~할 수 있다"와 같은 재량권으로 보장되는 제청이 아니라 "~한다"와 같은 강제 규정이어서 전제성이 없을 때 기각하여야 하나 법원의 재판 과정에서는 법원이 위헌이 아니라고 법원이 판단할 때 기각하면서 전제성이 없을 때 법적 근거없이각하를 한다.